# Asentamiento iberorromano de Baecula
La ciudad iberorromana de Baecula es un antiguo asentamiento localizado en la provincia de Jaén. Tradicionalmente, se ha localizado en los terrenos circundantes de Bailén, aunque en la actualidad existe gran confusión dado que recientes estudios han dado la teoría de que podría situarse en la pequeña localidad de Santo Tomé.
En este municipio se han encontrado numerosas armas así como indicios de una batalla en sus cercanías. Posiblemente,estas evidencias no indiquen que allí existía una ciudad.
En las tierras de Bailén también se han descubierto numerosas armas como lanzas y puntas de flechas, además de estructuras más complejas como restos de antiguas villas romanas en la zona de la Toscana y cementerios con restos iberos, púnicos y romanos en las cercanías de la Toscana, cuyos objetos datan entre los siglos III a. C. - II.
Asimismo, se da la circunstancia de que en los alrededores de La Toscana, en la zona conocida como Los Arenales, se sabe del descubrimiento y posible expolio por parte de particulares de numerosos restos arqueológicos de importancia, tales como materiales de arquitectura funeraria y sepulturas, signo inequívoco de la presencia de una necrópolis relevante.
Además de esto, en el mismo municipio se encontraba una antigua iglesia romano-visigoda, cuyos restos datarían de los siglos V - VI.